# 西聖費利佩
11°54′09″S 61°30′08″W / 11.90250°S 61.50222°W
西聖費利佩（葡萄牙語：São Felipe d'Oeste），是巴西的城鎮，位於該國西北部，由朗多尼亞州負責管轄，始建於1994年6月22日，面積542平方公里，海拔高度290米，2014年人口6,160，人口密度每平方公里11.37人。